# Rbb queer 4 you
rbb queer 4 you oder nur Queer 4 You ist eine deutsche Reality-Beratungsshow im Auftrag des rbb nach dem Vorbild Queer Eye mit einem Expertenteam aus schwulen Männern. Die drei Folgen wurden zuerst am 27. Dezember 2019 im rbb-Bereich der ARD Mediathek veröffentlicht und vom 13. bis 27. Januar 2019 jeweils montags im rbb ausgestrahlt.

## Beschreibung
Die folgenden vier schwulen Experten geben in Berlin Menschen Lebenshilfetipps:
- Christian Fritzenwanker, Hair & Make-Up Artist, zuständig für einen neuen Look
- Chris Glass, Interior Designer, zuständig für eine Umgestaltung der Wohnung
- Fabian Hart, Modejournalist, zuständig für eine neue Garderobe
- Sven Rebel, Integraler Coach, zuständig für ein Coachinggespräch zur Reflexion des Innenlebens und Stärkung des Selbstbewusstseins

Hart erklärt in einem Interview mit der Vogue das Verhältnis zwischen den Experten und den Protagonisten sowie welche Rolle ihre Sexualität spielt:

„Das sind alles Leute, die sagen, sie sind an einem Punkt, wo sie nicht weiterwissen. Deswegen kommen wir. Nicht weil wir gay sind und cool sind und besser als alle anderen. Wir kommen, weil wir Experten sind in unseren Genres. Dass wir schwul sind, hilft uns dabei, ihnen zu sagen: 'Wir haben uns auch schon mal emanzipieren müssen von einer Rolle, die wir nicht spielen wollten.“

Queer 4 You orientiert sich stark am US-amerikanischen Queer Eye auf Netflix, in der die „Fab Five“ – zusätzlich einer für Essen und Wein – die Teilnehmer beraten. Diese Sendung selbst ist eine Neuauflage der gleichnamigen Sendung von 2003, welche im selben Jahr als Schwul macht cool – Die fabelhaften Vier auf Deutsch adaptiert und nach einer Staffel wieder abgesetzt wurde.

## Episodenübersicht
| # | Titel                                                  | Premiere      | Premiere      |
| # | Titel                                                  | ARD Mediathek | rbb           |
| - | ------------------------------------------------------ | ------------- | ------------- |
| 1 | Bea – auf dem Weg sich selbst der beste Freund zu sein | 27. Dez. 2019 | 13. Jan. 2020 |
| 2 | Alles auf Anfang für Claudia und Tamás                 | 27. Dez. 2019 | 20. Jan. 2020 |
| 3 | Lea – Allein zu zweit                                  | 27. Dez. 2019 | 27. Jan. 2020 |

## Rezeption
Queer 4 You wird als Teil eines neuen Trends im Herbst und Winter 2019, im deutschen Fernsehen Shows mit schwulen Personen als Protagonisten zu zeigen, neben Queen of Drags und Prince Charming genannt. Mareike Freier von très click lobt die ARD für diesen „wichtigen Schritt“ in Richtung Diversität und stellt in Aussicht, „[d]ass auch jemand, der bislang wenige bis gar keine Berührungspunkte mit queeren Menschen hatte, mit einem Blick in die Sendung nur gewinnen kann. Mindestens an der Erkenntnis, wie viel vielfältiger und spannender unsere Welt eigentlich wirklich ist.“
In der Kritik wird vor allem der Vergleich zu Queer Eye gezogen. Für Gregor Löcher von fernsehserien.de, der 2,5 von 5 Sternen vergibt, stehen in der rbb-Variante stärker die Geschichten der Hilfesuchenden als die Experten im Mittelpunkt, wodurch die Sendung sehr viel ernster sei und wie schwere Kost im Magen liege. Auch wenn etwa die vielen Umarmungen von Herzen kommend wirken, kämen die lebensfrohen Aspekte zu kurz. Daher lautet sein Fazit, dass mancher Zuschauer im Anschluss lieber doch noch eine Folge Queer Eye hinterherschauen werde. Für Kevin Hennings von DWDL fühlt die deutsche Sendung sich eher wie Shopping Queen an, in der die Kandidaten durchgeschleust werden. Außerdem sagt er: „Die Freude der Kandidaten darüber, dass das Experten-Quartett ihr Leben auffrischt, ist nicht gespielt, aber bei ‚Queer 4 You‘ geht es noch zu wenig darum, wirklich auf die Protagonisten einzugehen, als zu erwähnen, wie wichtig es ist, dass nun schwule Männer im Fernsehen zu sehen sind.“ Daher müsse, um inhaltlich zu überzeugen, mehr Beziehung zu den Protagonisten aufgebaut werden. Kevin Hanschke von der FAZ findet die Experten von Queer 4 You weniger ambitioniert, politische Fragen zu behandeln. Er schreibt: "Die sozialen Realitäten Berlins – da die Glamour-Welt der vier Experten, dort die Probleme im Durchschnittsdasein der „Heroes“ – böten Anlass, um Zuschauer gerade im Sinne des öffentlich-rechtlichen Bildungsauftrags vertiefend anzusprechen. Doch so läuft das hier nicht. Die Macher haben sich für eine Oberflächenbehandlung der Themen entschieden, die vier Experten wollen ihren eigenen Lebensstil auf die Teilnehmer übertragen, was nur stockend funktioniert." Bezüglich einer wirklichen Auseinandersetzung mit Anderssein, Akzeptanz und Gleichberechtigung sei Netflix den deutschen Fernsehmachern weit voraus.

## Belege
1. ↑  "rbb queer 4 you" – neue dreiteilige Reihe im rbb Fernsehen und in der ARD-Mediathek. In: rbb-online.de. 27. Dezember 2019, abgerufen am 1. Januar 2020.
2. ↑  Max Migowski: Bei „Queer 4 You“ geht es um mehr als nur ein Makeover – so vielversprechend ist die deutsche Reality-TV-Show. In: Vogue. 16. Dezember 2019, abgerufen am 29. Dezember 2019.
3. ↑  rbb zeigt deutsche Version von "Queer Eye". In: queer.de. 16. Dezember 2019, abgerufen am 1. Januar 2020.
4. ↑  Andreas Markus: Ab heute: Deutsches „Queer Eye“ in der ARD-Mediathek. In: ggg.at. 27. Dezember 2019, abgerufen am 1. Januar 2020.
5. 1 2  Kevin Hanschke: Mehr als aufeinanderprallende Lebenswelten. In: FAZ. 27. Januar 2020, abgerufen am 2. Februar 2020.
6. ↑  Mareike Freier: Applaus! Auch die ARD bringt ein eigenes schwules Reality-TV-Format raus. In: très click. 17. Dezember 2019, abgerufen am 1. Januar 2020.
7. ↑  Gregor Löcher: „rbb queer 4 you“: Vier Schwule für ein Halleluja – Review. In: fernsehserien.de. 28. Dezember 2019, abgerufen am 28. Dezember 2019.
8. ↑  Kevin Hennings / Thomas Lückerath: "Queer 4 You": Was kann die deutsche „Queer Eye“-Kopie? In: DWDL. 29. Dezember 2019, abgerufen am 29. Dezember 2019.